# Unitär matris
En unitär matris är en kvadratisk matris vars hermiteska konjugat även är dess invers, det vill säga
{\displaystyle UU^{H}=U^{H}U=I\,}
där I är enhetsmatrisen och {\displaystyle U^{H}} är matrisens hermiteska konjugat (transponering och komplexkonjugering av matrisens element). 
En komplexvärd kvadratisk matris
{\displaystyle U={\begin{pmatrix}u_{11}&\cdots &u_{1n}\\\vdots &\ddots &\vdots \\u_{n1}&\cdots &u_{nn}\end{pmatrix}}}
är således unitär om dess invers ges av
{\displaystyle U^{-1}={\begin{pmatrix}{\overline {u_{11}}}&\cdots &{\overline {u_{n1}}}\\\vdots &\ddots &\vdots \\{\overline {u_{1n}}}&\cdots &{\overline {u_{nn}}}\end{pmatrix}},}
där {\displaystyle {\overline {u_{kl}}}} betecknar
komplexkonjugatet av det komplexa talet
{\displaystyle u_{kl}}, det vill säga om
{\displaystyle u_{kl}=a_{kl}+ib_{kl}\,}
där {\displaystyle a_{kl}} och {\displaystyle b_{kl}} är reella tal, är
{\displaystyle {\overline {u_{kl}}}=a_{kl}-ib_{kl}.}

## Exempel
Matrisen
{\displaystyle U={\begin{pmatrix}0&i\\i&0\end{pmatrix}}}
är unitär, eftersom
{\displaystyle U\,U^{H}={\begin{pmatrix}0&i\\i&0\end{pmatrix}}{\begin{pmatrix}0&-i\\-i&0\end{pmatrix}}={\begin{pmatrix}-i^{2}&0\\0&-i^{2}\end{pmatrix}}={\begin{pmatrix}1&0\\0&1\end{pmatrix}}=I}

## Egenskaper
För en unitär matris U gäller
- Egenvärdena till U har absolutbeloppet 1

- För två komplexa vektorer x och y, bevaras vektorernas inre produkt (skalärprodukt) vid multiplikation med U, det vill säga

{\displaystyle \langle Ux,\ Uy\rangle =\langle x,\ y\rangle }
- U är en normal matris

- U är diagonaliserbar

- {\displaystyle |\det U|=1}